# Alex Telles
Alex Nicolao Telles (n. 15 decembrie 1992, Caxias do Sul, Rio Grande do Sul, Brazilia) este un fotbalist brazilian, care joacă pe post de fundaș lateral la Botafogo RJ în Campeonato Brasileiro da Série A. Pe plan internațional, are prezențe la națională pentru Brazilia.

## Cariera la club
Telles sa născut în Caxias do Sul, un oraș din statul brazilian Rio Grande do Sul. La vârsta de opt ani, a început să joace fotbal cu copiii din vecinătate și a fost ulterior înscris la o academie de tineret a clubului Esporte Clube Juventude.
În decembrie, Telles a fost transferat la Grêmio după încheierea unui parteneriat cu Juventude. Și-a făcut debutul cu Grêmio pe 3 februarie 2013 împotriva lui Internacional.
La 22 ianuarie 2014, după lungi negocieri, Telles a plecat la clubul turc Galatasaray pentru 6 milioane de euro, semnând un contract până în 2018.
La 31 august 2015, Galatasaray a fost de acord să îl împrumute pe Telles la clubul italian Internazionale din Serie A pentru un an pentru o taxă de 1,3 milioane de euro, în plus față de 250 000 EUR dacă Inter se califică pentru faza grupelor a Ligii Campionilor UEFA 2016-17. Contractul a inclus o opțiune de cumpărare pentru 8,5 milioane de euro, oferindu-i lui Internazionale oportunitatea de-al cumpăra la încheierea împrumutului.
La 12 iulie 2016, Galatasaray a anunțat transferul lui Telles la clubul portughez Porto pentru o sumă de 6,5 milioane de euro. A semnat un contract până în iunie 2021 și poartă tricoul cu numărul 13.

## Palmares

### Club
Juventude
- Copa FGF: 2011, 2012

Galatasaray
- Süper Lig: 2014–15
- Cupa Turcă: 2013–14, 2014–15
- Supercupa din Turcia: 2015

Porto
- Primeira Liga: 2017–18
- Supertaça Cândido de Oliveira: 2018[3]

## Legături externe
- Alex Telles pe TFF.org
- Grêmio profile pt
- Profilul lui Alex Telles pe Soccerway
- Alex Telles featured in Brazil: the talent factory 2013
- Alex Telles – pe site-ul UEFA